# Arthur Verocai
Arthur Côrtes Verocai (* 17. Juni 1945 in Rio de Janeiro) ist ein brasilianischer Musiker, Sänger, Dirigent und Musikproduzent. Er spielt akustische Gitarre und Klavier.

## Leben
Verocai ist musikalischer Autodidakt und trat ab 1966 als Komponist bei Festivals in Erscheinung. Als Produzent und Arrangeur arbeitete er mit zahlreichen bekannten brasilianischen Musikern zusammen – beispielsweise mit Ivan Lins, Elizeth Cardoso, Erasmo Carlos, Célia, Ana Carolina, Marcelo Jeneci, Jorge Ben Jor, Gal Costa sowie mit Marcos Valle.
1972 nahm er im Studio Somil in seiner Heimatstadt zusammen mit der Sängerin Célia und dem Percussionisten Pedro Santos sein erstes eigenes Album auf, das selbstbetitelt ist. Darin verknüpfte er Jazz, Bossa Nova, Folk, Psychedelic Folk und Experimentalmusik und markierte auf diese Weise „den Übergang von der Tropicália der 1960er Jahre in die Fusion-Ansätze der 1970er Jahre“. Obschon das Album von den Kritikern hoch gelobt wurde, fand es beim Publikum wenig Anklang, weshalb es für mehrere Jahrzehnte in Vergessenheit geriet.
Zwischenzeitlich arbeitete Verocai als Musikdirektor und Arrangeur für verschiedene Sendungen des großen Fernsehnetzwerks Rede Globo und war auch für die Musik einiger Werbefilme verantwortlich. In jüngster Zeit entdeckten vorwiegend US-amerikanische Künstler seine Musik neu. So verwendete etwa die Hip-Hop-Band Little Brother einen Ausschnitt aus seinem Lied Caboclo als Audiosample für ihre eigene Single We got now, die 2005 auf dem Album The Minstrel Show erschien. Auch Daniel Dumile und Ludacris nutzten Material von Verocai. Sein Debütalbum wurde seit 2003 in mehreren Versionen neu aufgelegt; seitdem erschienen auch zwei weitere eigene Veröffentlichungen.

## Diskographie
| Jahr | Titel          | Label              | Anmerkung                        |
| ---- | -------------- | ------------------ | -------------------------------- |
| 1972 | Arthur Verocai | Continental        | Seit 2003 mehrfach neu aufgelegt |
| 2002 | Saudade Demais | Eigenvertrieb      |                                  |
| 2008 | Encore         | Far Out Recordings | Mit Ivan Lins und Azymuth        |